# Sombra (Ontario)
Sombra es un pueblo situado a las orillas del río Sainte-Claire, en el suroeste de Ontario, Canadá, dentro del municipio de St. Clair. En sus primeros días, el pueblo se desarrolló por medio del transporte local y el comercio agrícola a través de ferrocarril y barco, aunque con el tiempo se volvió primordialmente en un pueblo para veranear, brindando servicios a residencias y cabañas de temporada a lo largo de su historia. El pueblo ahora alberga en su mayoría residencias permanentes y migrantes pendulares subsistidos por ciudades y pueblos más grandes como Sarnia, Corunna y Wallaceburg. Cada año, en julio, la ciudad organiza los llamados Días Sombra. Esta comunidad cuenta con dos escuelas primarias, varias iglesias y una pequeña industria de servicios. La escuela pública es Riverview Central School. Sombra sirve como puerto de entrada registrado a Canadá mediante un cruce en transbordador desde la cercana Marine City, Míchigan . El pueblo es famoso por sus pintorescas tiendas especializadas y sus excelentes restaurantes.

## Historia
Sombra fue nombrada por Sir Peregrine Maitland, el vicegobernador de Alto Canadá porque estaba tan densamente arbolada que el sol no se alcanzaba a ver. Sir Peregrine Maitland tenía cierta familiaridad con términos españoles debido a su servicio militar en la Guerra Peninsular.
Samuel Burnham y Abraham Smith se establecieron inicialmente aquí en mayo de 1812. Inicialmente, la tala y la madera eran la industria principal, sin embargo, en 1822 la agricultura comenzaba a emerger como una industria importante. La primera escuela se construyó en 1820 y se reconstruyó después de un incendio en 1882.
Su primer año de organización municipal fue 1822.
Sombra también fue una parada en la ruta del ferrocarril subterráneo a Owen Sound, Ontario. Siendo esta parte de la ruta alternativa alrededor de Detroit, Míchigan.

## Población
La población actual de Sombra es de aproximadamente 250 personas.